# Phyllopertha formosana
Phyllopertha formosana är en skalbaggsart som beskrevs av Niijima och Sôichirô Kinoshita 1927. Phyllopertha formosana ingår i släktet Phyllopertha och familjen Rutelidae. Inga underarter finns listade i Catalogue of Life.